# Erdsee
Erdsee ist eine Fantasiewelt, die von der amerikanischen Autorin Ursula K. Le Guin entworfen wurde. Zum ersten Mal verwendete sie den Begriff 1964 in ihrer Kurzgeschichte The Word of Unbinding. In ihrem 1968 erschienenen Roman A Wizard of Earthsea griff sie ihn erneut auf, worauf noch vier weitere Romane und eine Kurzgeschichtensammlung folgten.
Die Geschichten sind maßgeblich von der Philosophie des Daoismus beeinflusst. Das Gleichgewicht der Dinge und das Prinzip des Nicht-Handelns spielen in den Romanen eine wesentliche Rolle.

## Geographie
Die Welt von Erdsee besteht aus einem riesigen Archipel hunderter kleiner Inseln, die in einem großen Ozean liegen. Es ist ungewiss, ob weitere, größere Landmassen existieren, obwohl es in den Romanen Andeutungen auf Länder „jenseits des Westens“ gibt, wo die Drachen ihr Reich haben.
In den Romanen wird der Begriff „Archipel“ einzig für die zentrale Gruppe einiger Inseln um die „Innere See“ benutzt. Die anderen Inseln werden grob in vier Gruppen – je eine pro Himmelsrichtung – und die Kargad-Inseln, vier große Inseln im Nordosten, auf denen das kriegerische Volk der Kargs lebt, eingeteilt. Einige der Inseln, die in den Romanen Schlüsselrollen einnehmen, sind Havnor, Rokh als Standort der Zauberschule, Gont, Atuan, Osskil, Weg, Iffish.

## Magie in Erdsee
Wichtiges Element der Welt von Erdsee ist die Magie. Die Ausübung der Magie liegt bei den Menschen, die mit magischen Kräften geboren werden. Wer offiziell Magier werden möchte, absolviert oft ein Studium an der Zauberschule auf Rokh, einer Art Universität. Neben den Magiern gibt es auch Frauen mit magischen Kräften. Da sie jedoch aufgrund der patriarchalischen Gesellschaftsstruktur der Welt nicht zu Magierinnen ausgebildet werden, können sie lediglich Hexen mit geringeren Fähigkeiten und noch geringerem Ansehen in der Bevölkerung werden. Zusätzlich gibt es auch Zauberer, die, anders als die Magier, keine vollständige Ausbildung hinter sich brachten und somit an Macht nie einem Magier nahekommen könnten. Hauptkriterium der Magie ist, dass jedes Objekt einen wahren Namen in der Ursprache hat, der sich von dem Namen in der Umgangssprache unterscheidet. Wer den wahren Namen eines Objektes kennt, kann dieses beeinflussen. Den wahren Namen, den ein jeder Mensch selbst erhalten hat, hält dieser geheim, denn seine Kenntnis bedeutet Macht über seinen Träger. Ihn jemandem mitzuteilen, gilt als großer Vertrauensbeweis.

## Übersicht über die Werke des Erdsee-Zyklus
Im Folgenden eine chronologische Auflistung aller Werke des Erdsee-Zyklus.

### Bücher und Artikel
Die Angabe der Jahreszahl bezieht sich auf die Erstveröffentlichung.

#### Romane
- A Wizard of Earthsea. 1968 (Der Magier der Erdsee. 1979)
- The Tombs of Atuan. 1970 (Die Gräber von Atuan. 1979)
- The Farthest Shore. 1972 (Das ferne Ufer. 1979)
- Tehanu: The Last Book of Earthsea. 1990 (Tehanu. 1992)
- The Other Wind, 2001 (Rückkehr nach Erdsee. 2003)

#### Erzählungen und Kurzgeschichten
- The Word of Unbinding. 1964 (Das lösende Wort. In: Die zwölf Striche der Windrose. 1980)
- The Rule of Names. 1964 (Die Namensregel. In: Die zwölf Striche der Windrose. 1980)
- Dragonfly. 1997 (Schwebender Drache. In: Das Vermächtnis von Erdsee. 2001)
- Darkrose and Diamond. 1999 (Schattenrose und Diamant. In: Das Vermächtnis von Erdsee. 2001)
- The Finder. 2001 (Der Finder. In: Das Vermächtnis von Erdsee. 2001)
- The Bones of the Earth. 2001 (Die Gebeine der Erde. In: Das Vermächtnis von Erdsee. 2001)
- On The High Marsh. 2001 (Im Hochmoor. In: Das Vermächtnis von Erdsee. 2001)
- The Daughter of Odren. 2014 (Die Tochter des Fürsten von Odren. In: Erdsee: Die illustrierte Gesamtausgabe. 2018)
- Firelight. 2018 (Feuerschein. In: Erdsee: Die illustrierte Gesamtausgabe. 2018)

#### Gesamtausgaben
- Erdsee: Die illustrierte Gesamtausgabe (Oktober 2018)

Diese Ausgabe enthält alle Romane und Kurzgeschichten des Erdsee-Zyklus in neuer Übersetzung, die dem Originaltext näher steht. So heißt beispielsweise der erste Band Ein Magier von Erdsee, der dritte Das fernste Ufer, was dem Wortlaut im Englischen entspricht. Die neue Übersetzung behebt aber auch schwerwiegende Übersetzungsfehler, wie den Titel der Kurzgeschichte Dragonfly (deutsch: Libelle), welche in den bisherigen Übersetzungen mit Schwebender Drache wiedergegeben wurde.
Des Weiteren existieren die zwei Einzelbände 
- Erdsee: Die erste Trilogie (2020)

und 
- Erdsee: Die zweite Trilogie (April 2021)

Diese sind zu der oben genannten Gesamtausgabe identisch, enthalten allerdings bis auf eine Weltkarte keine der Illustrationen. Auch sind beide Bände als E-Book erhältlich, dies ist bei der Gesamtausgabe nicht der Fall.

##### Übersicht über den Inhalt der Gesamtausgaben
Die Kapitel der Romane und Kurzgeschichten werden in der folgenden chronologischen Auflistung nicht genannt.
- Karte von Erdsee
- Ein Magier von Erdsee
- Die Gräber von Atuan
- Das fernste Ufer
- Das Lösewort
- Das Namensgebot
- Eine Beschreibung von Erdsee
  - Die Völker und ihre Sprachen
    - Menschen
    - Drachen
    - Sprachen
    - Schrift
    - Schrifttum und historische Quellen

  - Geschichte
    - Die Anfänge
    - Die Geschichte des Inselreichs
    - Die Geschichte des Reiches Kargad

  - Magie
    - Die Schule auf Rokh
    - Zölibat und Magie
- Tehanu
- Geschichten von Erdsee
  - Vorwort
  - Der Finder
  - Schwarzrose und Diamant
  - Die Knochen der Erde
  - Im Hochmoor
  - Libelle
  - Nachwort
- Der andere Wind
- Die Tochter des Fürsten von Odren
- Feuerschein
- Erdsee mit neuen Augen

## Die Werke des Erdsee-Zyklus im Einzelnen

### Der Magier der Erdsee
Der Junge Duni, genannt Sperber, wächst auf der Insel Gont als Sohn eines Bronzeschmieds auf. Seine Tante, eine Hexe, fördert sein großes magisches Talent. Nachdem der Junge mit Hilfe von Magie einen Angriff auf sein Dorf abgewehrt hat, verleiht ihm der Magier Ogion seinen wahren Namen: Ged.
Ged entschließt sich, auf der Insel Rokh in die Zaubererschule zu gehen. Im Streit mit einem Mitschüler beschwört er versehentlich ein schattenhaftes Wesen aus der Unterwelt, ein Gebbeth, das ihn von da an verfolgt und ihm nach dem Leben trachtet.
Auf seiner Flucht landet Ged wieder bei Ogion. Dieser überzeugt ihn davon, sich dem Wesen zu stellen und es zu bekämpfen. Gemeinsam mit seinem Freund Vetsch nimmt Ged die Verfolgung auf. Als er den Schatten schließlich stellt, erkennt er, dass dieser seine eigene dunkle Seite darstellt, und vereinigt sich mit ihr, um ein ganzer, freier Mensch zu werden.

### Die Gräber von Atuan
An ihrem fünften Geburtstag wird Tenar nach Atuan gebracht, wo sie als Priesterin Arha aufwächst. Unter der Thronhalle befindet sich ein Labyrinth, das sie nach und nach erkundet.
In dem Labyrinth soll ein Schatz liegen. Einer Legende nach soll sich dort ein Teil eines Ringes befinden, den die Zauberer stehlen wollen.
Eines Tages trifft sie im Labyrinth auf einen Magier, Ged. Sie beschließt, diesen jungen Mann nicht zu töten, sondern zu quälen. Sie erhält ihn am Leben und schließt ihn in einem Verlies im Labyrinth ein. Erst als ihr eigenes Leben in Gefahr gerät, beschließt sie, mit Ged zu fliehen.

### Das ferne Ufer
Ein sonderbares Phänomen bedroht Erdsee. Magie verliert ihre Macht; Lieder sind in Vergessenheit geraten, Menschen und Tiere sind ekelhaft oder verrückt. Von Arren begleitet, dem jungen Prinzen von Enlad, verlässt der Erzmagier Ged die Insel Rokh, um die Ursache zu finden. Nach einer langen Reise mit vielen Irrwegen erreichen sie das Ende der Welt und durchqueren das Reich der Toten. Dort stellen sie den Magier Cob, der einen Riss zwischen den Welten von Leben und Tod eröffnet hatte, um das ewige Leben zu erreichen. Um Cob zu besiegen und den Riss zu schließen, opfert Ged seine gesamten magischen Kräfte.
Als sie wieder die Welt der Lebenden erreichen, erkennt Arren, dass er die jahrhundertealte Vorhersage des letzten Königs von Erdsee erfüllt hat: „Der soll meinen Thron erben, der das dunkle Land lebend durchquert hat und zu den fernen Ufern des Tages gekommen ist.“ Seit dieser Zeit war das Reich in viele kleine Fürstentümer zersplittert. Nun kann es unter Arren wieder vereinigt werden.
Le Guin beschreibt zwei mögliche Enden: Im einen segelt Ged nach der Krönung Arrens allein in den Ozean, man hört nie wieder von ihm. In der anderen Darstellung kehrt Ged in den Wald seiner Heimatinsel Gont zurück. Im Jahre 1990, siebzehn Jahre nach der Veröffentlichung von The Farthest Shore, entschied sich Le Guin für das zweite Ende, das sie in Tehanu fortsetzt.

### Tehanu
Die Handlung von Tehanu schließt sich fast unmittelbar an The Farthest Shore an. Tenar (aus The Tombs of Atuan) hatte sich in Gont niedergelassen, geheiratet und zwei Kinder bekommen, die inzwischen erwachsen sind. Nach dem Tod ihres Mannes fühlt sie sich einsam und unsicher über ihre eigene Identität. Sie adoptiert Therru, ein Mädchen, das von ihrem Vater verstümmelt und missbraucht wurde.
Ged, der einstige Erzmagier, nach The Farthest Shore seiner magischen Kräfte beraubt, kehrt nach Gont zurück, schließt sich der Dorfgemeinschaft an und heiratet schließlich Tenar. Gemeinsam sorgen sie für Therru und versuchen, sie und sich vor ihrem Vater und dem frauenfeindlichen Zauberer Aspen zu schützen. Zugleich müssen sie einen Ort und eine Identität nicht nur für sich selbst, sondern auch für Therru suchen. Am Ende stellt sich heraus, dass Therru viel mehr ist, als sie zu sein scheint.

### Das Vermächtnis von Erdsee
Dieser Band umfasst fünf kürzere Erzählungen aus unterschiedlichen Epochen der Geschichte Erdsee und eine Abhandlung, welche verschiedene Dinge aus der Welt von Erdsee beschreibt. Es werden Mythen der Geschichte wie die Gründung der Zaubererschule von Rokh oder die Geschichte von Morred und Elfarran ausgeführt, von denen man in den Romanen oft nur aus Andeutungen erfährt, die aber immer wieder erwähnt werden. Zwei der Geschichten sind nicht extra für die Sammlung geschrieben, sondern bereits vorher veröffentlicht. Es handelt sich um das 1997 im Magazin Legends erschienene Libelle und das 1999 in The Magazine of Fantasy and Science Fiction veröffentlichte Schwarzrose und Diamant.

#### Der Finder
In Der Finder erfährt der Leser wie etwa dreihundert Jahre vor den Ereignissen um Ged und Tenar die Magierschule von Rokh gegründet worden sein soll. Ohne die Existenz einer Zentralregierung sind die Magiebegabten gezwungen, in den Dienst der meist tyrannischen und grausamen lokalen Herrscher einzutreten oder im Verborgenen zu agieren. Aus einem Zusammenschluss heimlicher Zauberer und Hexen gründet sich die Geheimorganisation „Die Hand“, der sich der äußerst begabte Magier Medra anschließt. Auf der magisch verborgenen Insel Rokh gründen sie zunächst eine lose Organisation und später dann die Schule.

#### Schwarzrose und Diamant
Die Geschichte Schwarzrose und Diamant spielt irgendwann während der Zeit, als der Thron von Havnor unbesetzt war, also zwischen dem Tod des letzten Königs Maharion im Jahre 452 nach Morreds Thronbesteigung und der Krönung von Lebannen 1058. Diamant, der Sohn eines reichen Industriellen, zeigt als Kind großes Talent für Magie. Als Junge verliebt er sich in Rose, die Tochter einer Hexe. Als ihm während seiner Ausbildung klar wird, dass er als Zauberer zölibatär leben muss, gerät er in einen Interessenkonflikt, zumal er selbst sich eher als Musiker sieht denn als Magier. Er verlässt seinen Lehrer, stellt aber fest, dass Rose sich in der Zwischenzeit von ihm abgewandt und eine neue Liebe gefunden hat. Desillusioniert beschließt er, in das Geschäft seines Vaters einzusteigen. Als er Jahre später Rose wiedersieht, erkennt er, dass er alles falsch gemacht hat, brennt mit ihr durch und wird als fahrender Musikant sehr erfolgreich.

#### Die Knochen der Erde
Die Knochen der Erde erzählt von dem greisen Magier Dulse. Während der sich auf den sich nähernden Tod vorbereitet, reflektiert er sein Leben. Dabei erfährt man, dass zu seinen Schülern Ogion gehörte, der spätere Meister von Ged. Am Ende opfert er sich, um seine Heimatinsel Gont vor einem schweren Erdbeben zu schützen. Dabei lässt er sich von Ogion helfen.

#### Im Hochmoor
Im Hochmoor spielt zu der Zeit, als Ged Erzmagier von Rokh war. Er befindet sich auf der Suche nach einem verbannten wahnsinnigen Magier und findet ihn auf einer entlegenen Insel, wo er scheinbar sein Gefährdungspotential verloren hat.

#### Libelle
Libelle ereignet sich einige Jahre nach Tehanu und ist als Brücke zum folgenden Roman gedacht, der zur Zeit der Niederschrift schon geplant bzw. begonnen war. Irian, genannt Schwebender Drache, ist die Tochter eines heruntergekommenen Gutsherren. Sie selbst wie auch andere spüren eine Macht in ihr, die niemand deuten kann. Sie würde gerne nach Rokh reisen, um sich selbst verstehen zu lernen, obwohl ihr als Frau die dortige Schule eigentlich verboten ist. Ein verbannter Schüler ermöglicht es ihr schließlich, um sich an seinen alten Meistern zu rächen. In der Schule angelangt, entbrennt ein Streit, wie mit ihr zu verfahren ist. Die Entzweiung der Magier schreitet weiter fort, als Thorion das vakante Amt des Erzmagiers beansprucht, eine Entscheidung, die nicht alle begrüßen.

#### Eine Beschreibung von Erdsee
Im Anhang Eine Beschreibung von Erdsee liefert Le Guin einen Überblick über Geschichte, aktuelle kulturelle und politische Gliederung nach den ersten vier Romanen, Sprachen, Schriften und das Wesen der Magie.

### Der andere Wind
Anfangs steht ein junger Dorfzauberer namens Erle im Zentrum der Geschichte. Dieser wird von Albträumen geplagt, in denen ihn die Toten im Dunklen Land jenseits der Mauer anrufen und auffordern, ihnen in die Welt zurück zu helfen. Auf der Suche nach Deutung dieser Träume und der Erlösung von ihnen führt Erles Weg über die Zaubererschule von Rokh, den ehemaligen Erzmagier Ged und an den Hof König Lebannens, wo er auch auf Tenar und Tehanu trifft. In einem die gesamten Stationen der bisherigen Geschichte umspannenden Bogen stellt sich schließlich heraus, dass die Verletzungen des natürlichen Gleichgewichts, die die vorherigen Bände beschrieben, nur das Vorspiel zur Aufdeckung der größten aller Störungen waren. Diese nahm ihren Anfang in der vorgeschichtlichen Trennung des Urgeschlechts in die Drachen und die Menschen. Am Ende findet im Immanenten Hain von Rokh ein großer Rat statt, an dem hardische und kargische Menschen, Drachen, Zauberer und Politiker teilnehmen. Dort wird die in Ungleichgewicht gebrachte Welt durch fundamentale Umstrukturierungen wieder ins Gleichgewicht gebracht. Gleichzeitig gelangen die Hauptpersonen Ged, Tenar, Tehanu, Lebannen und Erle an die jeweiligen Enden ihrer Lebenspfade, teils durch Erfüllung ihres Schicksals, teils durch Tod.

## Werke die auf dem Erdsee-Zyklus basieren

### Kinofilm
Das japanische Zeichentrickstudio Ghibli, unter der Regie von Gorō Miyazaki, produzierte 2006 auf der Grundlage des Buches Das fernste Ufer und einzelnen Elementen aus anderen Werken des Erdsee-Zyklus, den Anime-Kinofilm Die Chroniken von Erdsee (Originaltitel: Gedo Senki). Nach einer privaten Vorführung des Filmes, fragte Gorō Miyazaki Ursula K. Le Guin ob ihr der Film gefallen hatte, worauf sie antwortete: „Ja. Es ist nicht mein Buch. Es ist Ihr Film. Es ist ein guter Film.“

### Miniserie
Der US-Sender Sci Fi Channel produzierte im Dezember 2004 eine lose Adaption von Ein Magier von Erdsee und Die Gräber von Atuan als zweiteilige Miniserie mit dem Namen Earthsea – Die Saga von Erdsee (Originaltitel Legends of Earthsea). Diese wurde bereits vor der Ausstrahlung von Fans heftig kritisiert, da der Film sich zu stark vom Original entferne.
Ursula K. Le Guin selbst schrieb im Onlinemagazin Slate eine Rezension zu der Serie, mit dem Titel A Whitewashed Earthsea – How the Sci Fi Channel wrecked my books, zu deutsch: Eine weißgewaschene Erdsee – Wie der Sci Fi Channel meine Bücher zerstört hat. In diesem kritisiert sie unter anderem, das für die Serie vorgenommene Whitewashing und stellte klar, dass sie nicht wisse, wovon dieser Film handele.

### Hörspiel-Serie
Der WDR produzierte 2022 die Fantasy-Trilogie „Erdsee“ als Hörspiel-Serie in 3D-Audio nach der Bearbeitung von Judith Adams (im Auftrag der BBC). In zwei Staffeln zu je sechs Folgen widmet sich der Hörspiel-Podcast der Welt von Erdsee. Die erste Staffel basiert auf Ursula K. Le Guins erster Erdsee-Romantrilogie „Ein Magier von Erdsee“, „Die Gräber von Atuan“ und „Das fernste Ufer“.